# Chełm Śląski
Chełm Śląski (prononciation : [ xɛwm ˈɕlɔ̃skʲi]) est une localité polonaise et siège de la gmina du même nom, située dans le powiat de Bieruń-Lędziny en voïvodie de Silésie.